# Bárbara Timo
Bárbara Chianca Timo (Río de Janeiro, 10 de marzo de 1991) es una deportista portuguesa de origen brasileño que compite en judo.
Ganó dos medallas en el Campeonato Mundial de Judo, en los años 2019 y 2022, y una medalla de bronce en el Campeonato Europeo de Judo de 2021.
En los Juegos Europeos de Minsk 2019 consiguió una medalla de plata en la prueba de equipo mixto.

## Palmarés internacional
| Campeonato Mundial | Campeonato Mundial   | Campeonato Mundial | Campeonato Mundial |
| Año                | Lugar                | Medalla            | Categoría          |
| ------------------ | -------------------- | ------------------ | ------------------ |
| 2019               | Tokio (Japón)        | Medalla de plata   | –70 kg             |
| 2022               | Taskent (Uzbekistán) | Medalla de bronce  | –63 kg             |
| Juegos Europeos    |                      |                    |                    |
| Año                | Lugar                | Medalla            | Categoría          |
| 2019               | Minsk (Bielorrusia)  | Medalla de plata   | Equipo mixto       |
| Campeonato Europeo |                      |                    |                    |
| Año                | Lugar                | Medalla            | Categoría          |
| 2021               | Lisboa (Portugal)    | Medalla de bronce  | –70 kg             |